# Ploudaniel
Ploudaniel är en kommun i departementet Finistère i regionen Bretagne i västra Frankrike. Kommunen ligger i kantonen Lesneven som tillhör arrondissementet Brest. År 2022 hade Ploudaniel 3 738 invånare.

## Befolkningsutveckling
Antalet invånare i kommunen Ploudaniel
Referens:INSEE